# Peter Vollebregt
Peter Vollebregt (* in Dublin) ist ein irischer Schauspieler und Synchronsprecher.

## Leben
Vollebregt wurde als Sohn niederländischer Eltern in Dublin geboren. Er machte seinen Abschluss am Trinity College Dublin. 1984 gab er im Fernsehfilm Children in the Crossfire sein Schauspieldebüt. In den nächsten Jahren erhielt er mehrere Besetzungen in verschiedenen Fernsehserien und Filmproduktionen. 1997 spielte er im Fernsehfilm Marie Curie: More Than Meets the Eye die Rolle des Gerard Boudreau und 1998 im Fernsehfilm Stille Helden die des Sgt. Heinrich Kemp. 2006 verkörperte er in 12 Episoden der Fernsehserie River City die Rolle des Fr. Dominic. Drei Jahre später mimte er in sechs Episoden der Fernsehserie This Is Nightlive die Rolle des Trevor Corcoran. 2010 erhielt er unter anderem wiederkehrende Serienrollen in den Fernsehserien EastEnders und Doctors. 2011 spielte er im Fernsehfilm Die Vulkan-Apokalypse die Rolle des George Howe. Es folgten Rollenbesetzungen in den Serien Hustle – Unehrlich währt am längsten, Hunted – Vertraue niemandem, Crossing Lines und Silent Witness. 2015 stellte er die wiederkehrende Rolle des Dr. Michael Cohen in der Fernsehserie The Royals dar. Im Folgejahr war er in Sacrifice – Todesopfer als Kenn Wickliff zu sehen.

## Filmografie (Auswahl)
- 1984: Children in the Crossfire (Fernsehfilm)
- 1988: Echoes (Miniserie, Episode 1x03)
- 1989: Big Swinger (Kurzfilm)
- 1990: Shoot to Kill (Fernsehfilm)
- 1991: Least of All Ourselves
- 1993: Extra, Extra, Read All About It (Fernsehserie)
- 1996: Auf der Suche nach Finbar (The Disappearance of Finbar)
- 1996: Upwardly Mobile (Fernsehserie)
- 1996: The Booklover’s Tale (Kurzfilm)
- 1997: Glenroe (Fernsehserie, Episode 14x18)
- 1997: Marie Curie: More Than Meets the Eye (Fernsehfilm)
- 1997: The Art of Salesmanship (Kurzfilm)
- 1997–1998: Fair City (Fernsehserie)
- 1998: Stille Helden (Miracle at Midnight, Fernsehfilm)
- 1999: A Love Divided
- 2001: Ballykissangel (Fernsehserie, Episode 6x04)
- 2001: Escape (Kurzfilm)
- 2001: Sparrowhawk (Kurzfilm)
- 2001: Wanker (Kurzfilm)
- 2001: Wired 03:36 (Kurzfilm)
- 2001: Dead of Night (Kurzfilm)
- 2002: Virgin Cowboys
- 2002: Prince William (Fernsehfilm)
- 2002: Just a Little Bit of Love: A Tribute to Des Smyth (Kurzfilm)
- 2003: Ultimate Force (Fernsehserie, 2 Episoden)
- 2005: Spooks – Im Visier des MI5 (Spooks, Fernsehserie, Episode 4x09)
- 2005: Rosemary & Thyme (Fernsehserie, Episode 3x01)
- 2006: Pickles: The Dog Who Won the World Cup (Fernsehfilm)
- 2006: River City (Fernsehserie, 12 Episoden)
- 2007: The English Class (Fernsehserie, Episode 1x05)
- 2009: This Is Nightlive (Fernsehserie, 6 Episoden)
- 2010: The Bill (Fernsehserie, Episode 26x14)
- 2010: EastEnders (Fernsehserie, 4 Episoden)
- 2010: Doctors (Fernsehserie, 3 Episoden)
- 2010: Taggart (Fernsehserie, Episode 27x04)
- 2010: Get Out Alive (Fernsehserie, Episode 1x04)
- 2011: Die Vulkan-Apokalypse (Super Eruption, Fernsehfilm)
- 2012: Hustle – Unehrlich währt am längsten (Hustle, Fernsehserie, Episode 8x04)
- 2012: Earthbound
- 2012: St George’s Day
- 2012: Hunted – Vertraue niemandem (Hunted, Fernsehserie, 3 Episoden)
- 2013: Crossing Lines (Fernsehserie, Episode 1x07)
- 2014: Silent Witness (Fernsehserie, 2 Episoden)
- 2014: Kilo Two Bravo (Kajaki)
- 2015: Obsession: Dark Desires (Fernsehserie, Episode 2x02)
- 2015: Little Bird (Kurzfilm)
- 2015: Agatha Christie: Partners in Crime (Partners in Crime, Fernsehserie, Episode 1x03)
- 2015: New Tricks – Die Krimispezialisten (New Tricks, Fernsehserie, Episode 12x05)
- 2015: Urban Hymn
- 2015: The Royals (Fernsehserie, 5 Episoden)
- 2015: The Chameleon
- 2015: Serial Thriller: Angel of Decay (Fernsehserie, Episode 2x03)
- 2015: The Sound of Music Live (Fernsehfilm)
- 2016: Sacrifice – Todesopfer (Sacrifice)
- 2017: Eyes Wide Open (Kurzfilm)
- 2018: Double Denim (Kurzfilm)
- 2018: Santa’s too Fat for Cake (Kurzfilm)
- 2020: Double Denim – Back on the road again?! (Kurzfilm)
- 2023: My Norwegian Holiday (Fernsehfilm)

## Synchronisationen (Auswahl)
- 2016: Hitman (Computerspiel)
- 2017: Witness to a Massacre: Nanjing 1937 (Miniserie, 2 Episoden)
- 2018: Total War Saga: Thrones of Britannia (Computerspiel)